# Maurice Berger (résistant)
Pour les articles homonymes, voir Maurice Berger et Berger (homonymie).
Maurice Berger est un officier de gendarmerie résistant français né le 3 mars 1901 à Paris et mort le 27 avril 1945 à Křepenice.

## Biographie
Né le 3 mars 1901 à Paris, le chef d'escadron Berger est mort en déportation, dans le camp de Křepenice dans le Protectorat de Bohême-Moravie le 27 avril 1945. Officier de gendarmerie commandant la Section de Gendarmerie de Riom, il faisait partie de l’Organisation de résistance de l’armée (ORA). À l'époque, son supérieur était également un résistant (le chef d'escadron Antoine Fontfrède, également mort en déportation).
Le chef d’escadron Berger possède le plus de «titres de guerre». Il est le dernier officier de gendarmerie «Mort pour la France» (onze jours avant la capitulation du IIIe Reich) et le seul à avoir servi dans les trois subdivisions de la Gendarmerie Nationale : la Garde Républicaine de Paris, la Garde Républicaine Mobile et la Gendarmerie Départementale.

### Origine et formation
Fils de Jean Berger, receveur principal des postes, et de Françoise Guillaume, sans profession, Maurice Berger naît, le 3 mars 1901, dans le 7e arrondissement de Paris. 
À 21 ans, le 5 mai 1922, il est appelé comme canonnier de 2e classe au 36e régiment d’artillerie de campagne de Moulins, caserné dans l’ancien séminaire, où il devient maréchal des logis fourrier le 2 juin 1923. Avec le certificat de bonne conduite délivré par son chef de corps, il passe dans la réserve de l’armée active le 10 novembre suivant puis, six mois plus tard, il se réengage, pour deux ans, au 113e régiment d’artillerie lourde de Clermont-Ferrand, au quartier Desaix. 
Admis dans la Gendarmerie nationale, il sert à la Légion de Garde Républicaine de Paris, d’abord, comme garde à pied le 25 juin 1926 puis comme maréchal des logis-chef le 10 juin 1928, à la 2e compagnie (caserne Babylone), du 1er bataillon. Le 10 octobre 1930, il devient élève officier à l’École d’Application de la Gendarmerie, à la caserne située au numéro 55 de la rue d’Anjou, à Versailles, d’où il sort, l’année suivante, avec la promotion « Maréchal Joffre » pour être affecté à la Garde Républicaine Mobile à cheval. Au sein de cette formation, il est nommé sous-lieutenant, commandant le peloton 73 d’Héricourt, le 25 décembre 1931. 
Six jours plus tard, le 31 décembre 1931 à la mairie puis le 02 janvier 1932 pour la Bénédiction Nuptiale en l’église du Sacré-Cœur de Clermont-Ferrand, il se marie à Madeleine Pallier, 28 ans, professeur de musique, (N 30 septembre 1903 -D 06 juin 1991), fille de Charles Pallier (né le 8 mars 1865 et décédé le 1er juillet 1935), professeur de violon, et d’Elida Montaigne, épouse Pallier (née le 31 mars 1866 et décédée le 1er mars 1956). 
Maurice et Madeleine auront deux garçons: André né le 6 décembre 1932 (et décédé le 28 octobre 2020) et Jean-Claude né le 20 juin 1936 (et décédé le 22 juillet 1998). 
Tous deux adoptés comme Pupilles de la Nation, par jugement en date du 5 septembre 1950, motif père décédé en déportation.

#### États de services
Admis le 25 juin 1926 à la légion de la garde républicaine mobile à cheval de Paris, il fait une carrière exemplaire : citation à l’ordre de la division (1934), cité à l’ordre de la 5e région d’inspection (1944), il est, à titre posthume, cité à l’ordre de l’armée (1948), fait chevalier de la Légion d'honneur (14 janvier 1948) pour faits de guerre exceptionnels (1948), reçoit la Croix de guerre avec palme (1948), la médaille de la déportation et de l’internement pour faits de résistance (à titre posthume) le 16 juin (1953), la médaille de la Résistance française à titre posthume (23 février 1959) et la médaille de « Juste parmi les nations » (1996). Son nom est gravé, sur le mur des Justes des nations au mémorial de Yad Vashem à Jérusalem.
Son nom a été donné en 1998 à la 103e promotion de École des officiers de la Gendarmerie nationale en présence du Ministre de la Défense, Alain Richard.
« Son travail, c’était de servir l’État, Pétain. Il a désobéi pour faire ce qu’il croyait juste ». C’est grâce à lui que la vie de huit membres de la famille du tailleur Wajsbrot et ses deux fils ont échappé à l’arrestation et à la déportation […] nous avons conscience de lui devoir la vie ». Cet officier du Puy-de-Dôme mort pour la France pendant l'occupation allemande de la France a sauvé de nombreux Juifs, au péril de sa vie. Malheureusement, une liste de noms de résistants tombe entre les mains des Allemands. Le 3 février 1944, il est arrêté par la Gestapo et interrogé à Clermont-Ferrand.
Maurice Berger fait partie du convoi dit « des déportés tatoués » parti de Compiègne le 27 avril 1944 et parvenu à destination trois jours plus tard. Après la descente aux enfers d’Auschwitz-Birkenau, où les survivants sont tatoués d’un matricule sur l’avant-bras gauche, le convoi connaîtra successivement Buchenwald puis Flossenbürg, avant qu’il ne se dilue dans la plupart des camps et kommandos de l’univers concentrationnaire. Déporté successivement dans les camps d'Auschwitz, Buchenwald Son matricule de Buchenwald était : 53 595, Flossenbürg son matricule de Flossenbürg était 9 373 en Allemagne et son dernier kommando connu était Janowitz et il est décédé après un long martyre et un calvaire indescriptible, le 27 avril 1945 lors de l'évacuation de Chepenice Janovice et Křepenice en Bohême-Moravie.
Il porte sur son bras gauche le tatouage de son matricule de déporté no 185 056. Il meurt la veille de la libération de son camp, onze jours avant la capitulation du IIIe Reich en laissant deux enfants : André (13 ans) et Jean-Claude (9 ans).

#### Arrestation
L'arrestation du point de vue du SD : 
Interrogatoire de Georges Mathieu, Affaires Mathieu et autres, Clermont-Ferrand, 16 septembre 1944"
“Expédition dans la région de Riom :
D'une part, les interrogatoires du commandant Madeline et de l'adjudant (de gendarmerie) Dodinet, d'autre part, les archives de Saint-Maurice (il s'agit de la fameuse serviette appartenant à Emile Coulaudon alias Gaspar, trouvée le 11 décembre 1943, au château de Saint-Maurice, près de Billom, comportant la liste des camps, matériel d'armement et dirigeants des Mouvements unis de la Résistance (M.U.R.) du Puy-de-Dôme, avec leurs vrais noms et leurs pseudonymes, et bien d'autres choses encore) nous donnèrent les renseignements nécessaires.
Dodinet qui était originaire de Riom, donna les noms de Perol, Pierre Virlogeux, Passemard, Robin. Les archives de Saint-Maurice avaient fourni les noms de Laborier, Marconnet et Labrousse, le capitaine de gendarmerie Maurice Berger et de Raynaud. Enfin, un renseignement du SB (Sonderkommando Blumenkampf, du nom de son chef, arrivé à Clermont en octobre 1943) avait signalé l'instituteur Chouvy.
On devait aller non seulement à Riom mais à Ennezat où les dirigeants du M.U.R. devaient être arrêtés.
Le 8 février, le SD au complet partit pour Riom. Immédiatement fut arrêté le nommé Chouvy. A 5 heures les opérations commencèrent. Dodinet guida la Gestapo. On arrêta Virlogeux avec toute sa famille, Laborier, Perol, qui nous avait été montré par Dodinet alors qu"il se trouvait sur la place de la Fédération. A la maison centrale, le gardien Passemard nous échappa. Ensuite furent arrêtés Marconnet, Labrousse et le capitaine de gendarmerie Maurice Berger. Ensuite, on se rendit chez Robin qui était en fuite. Raynaud avait été oublié et les perquisitions ne donnèrent aucun résultat.
Les Nazis internent deux jours Maurice Berger à la caserne d’Anterroche de Riom puis il sera roué de coups par le "trop célèbre" DUBOIS au corps de garde du 92e RI, la prison militaire de Clermont-Ferrand. 
Le 30 mars, Maurice Berger part au camp de transit nazi de Royallieu, près de Compiègne.

#### Déportation
Le 27 avril 1944, Maurice Berger fait partie du « convoi des tatoués », ils le déportent, d’abord, en Allemagne. 
Trois jours de voyage avant de débarquer à Auschwitz le 30 avril où il subit l’épilage, la douche de désinfection avec un liquide corrosif et le tatouage du matricule 185 056 sur son avant-bras gauche.
Le 12 mai 1944, il repart pour deux jours de train et arrive à Buchenwald le 14 mai 1944. Il découvre le Musée d’horreur avec les peaux humaines tatouées.
12 jours plus tard, il reprend le chemin de la gare et arrive le 25 mai 1944 à Flossenbürg.
Le 14 juillet 1944, c’est un départ pour un commando isolé en Tchécoslovaquie : Janowitz. Maurice Berger y reste du 27 juillet 1944 au 30 mars 1945.
Date où il change à nouveau de lieu pour le camp de Krepenice en République Tchèque, où il meurt, le 27 avril 1945, «des suites de mauvais traitements» et du typhus, après un long martyre d’une année et un calvaire indescriptible. Le lendemain de son décès, le camp est libéré par les Russes.

#### Descendance
Un de ses petits enfants est le comédien Éric Berger.

## Distinctions
- Chevalier de la Légion d'honneur[Quand ?]
- Croix de guerre 1939–1945
- Médaille de la Résistance française (décret du 23 février 1959)[2]
- Médaille de la déportation pour faits de Résistance

## Hommages

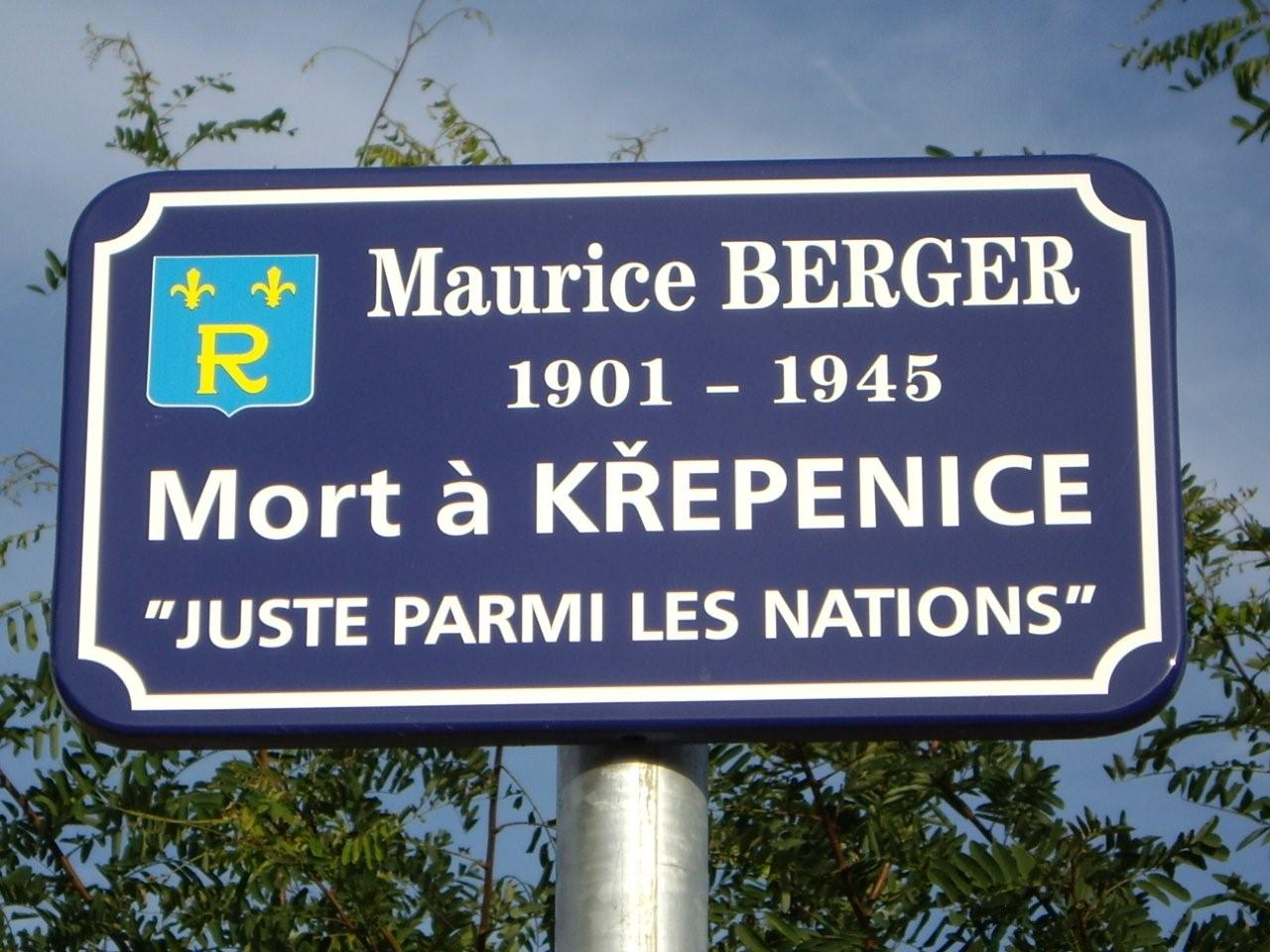

- Il existe à Riom, en Auvergne, une rue au nom de « Maurice Berger » et qui a été inaugurée le 26 avril 2009, journée du souvenir de la déportation. (Lors de la séance du 27 juin 2008, le conseil municipal de la ville de Riom a approuvé à l'unanimité la dénomination « rue Maurice Berger, Juste parmi les Nations »[3]).

## Sources
- Dictionnaire des Justes de France sous la direction de Israel Gutman, Édition établie par Lucien Lazare préface de Jacques Chirac Éditeur Fayard, Paris  (ISBN 2-213-61435-0)
- EOGN/MGN/Bibliothèque : 1-L 5 Annuaire général de la gendarmerie pour 1939
- EOGN/MGN/Archives : État des services (reconstitué par Raymond Duplan)
- SHD/GR : 8 Ye 73 326
- SHD/DAVCC : 21 P 20 329
- SHD/GR/Cellule « Résistance » : 16 P 49 754
- SHD/GD : 2007 ZM 1 / 191 532 (décorations)
- Limore Yagil, Désobéir : des policiers et des gendarmes sous l'Occupation, 1940-1944, Paris, Nouveau Monde, 2018, 378 p. (ISBN 978-2-36942-655-4, présentation en ligne).